# كينيث لو
كينيث لو (بالصينية: 劉志勇) هو سائق سباق صيني، ولد في 6 يونيو 1960 في هونغ كونغ في الصين.

## وصلات خارجية
- كينيث لو على موقع DriverDB.com (الإنجليزية)